# Lu Xiufu
Lù Xiùfū (1236-1279), prénom social Junshi (君实/君實), était un homme politique et un commandant militaire durant les dernières années de la Dynastie Song en Chine. Originaire de Yancheng (dans l'actuel Xian de Jianhu) dans la province de Jiangsu, avec Wen Tianxiang et Zhang Shijie, il est considéré comme l'un des Trois héros de la Dynastie Song.

## Biographie
En 1256, accompagné de Wen Tianxiang, Lu réussit le diplôme le plus élevé des examens impériaux, en devenant jinshi (进士) et rejoint ensuite le Ministère des rites en tant que vice-ministre.
La capitale temporaire des Song à Lin'an dans la province de Guangdong tombe aux mains des envahisseurs Mongols en 1276 et l'empereur âgé de cinq ans, Song Gong est fait prisonnier. Avec l'aide de Chen Yizhong, Zhang Shijie et Yang Fei (杨妃), Lu prend soin des deux fils de l'empereur Song Duzong, Zhao Shi (赵昰), âgé de sept ans, et son frère de quatre ans, Zhao Bing (赵昺). Plus tard dans l'année, à Fuzhou dans la province du Fujian, Zhao Shi est intronisé en tant qu'empereur Song Duanzong et commence sa période Jingyang Jingyang (chinois : 景炎 ; litt. « Flamme brillante »). L'empereur Duanzong nomme Lu en tant que conseiller militaire dans le Conseil Privé avec la tâche de continuer la résistance contre les Mongols.
Après la mort de l'empereur à l'âge de dix ans en 1278, Lu et Zhang Shijie intronisent son jeune frère sous le nom de Song Bing alors que l'impératrice douairière Yang (杨太后) dirige en réalité la cour depuis les coulisses. Lu devient Premier Ministre de l'Ouest (左丞相) et conduit le gouvernement avec Zhang Shijie.
En 1279, la seconde année de la période Yangxing de l'empereur Song Huizong, le général mongol Zhang Hongfan lance une attaque navale de grande échelle contre les Song au mont Ya (près de l'actuelle Yamen) forçant l'empereur à fuir. Au cours de la bataille de Yamen qui suit, le 19 mars 1279, la totalité de l'armée et de la marine Song est anéantie. En apprenant la nouvelle, l'empereur âgé de huit ans est terrifié et maudit le désordre des forces armées.
Lu, ne voulant pas être capturé vivant par les Mongols, ordonne à sa femme de se suicider et conseille à l'empereur : « Les affaires de notre nation tombent en ruine et notre pays est détruit. Votre Majesté, je vous en supplie, ne continuez pas la politique désastreuse du précédent Empereur Gong dont la présence à Dadu est une honte insupportable, nous ne pouvons pas supporter encore une fois une telle insulte. »
Après cela, Lu donne au jeune empereur son sceau, le prend dans ses bras et saute avec lui du haut d'une falaise dans la mer, causant ainsi la mort des deux. Plusieurs concubines et ministres impériaux meurent également et plusieurs dizaines de corps flottent ainsi à la surface de la mer. Ainsi prend fin la dynastie des Song du Sud.

## Héritage
Les descendants de Lu voyagent dans différents endroits avant de se fixer dans le village de Qiangang (钱岗村), près de la ville de Conghua, dans la province du Guangdong.
De nos jours, à Jiangmen, dans la province du Guangdong, on peut trouver des mémoriaux en hommage aux Trois Héros de la dynastie Song. Il existe également un lieu de pèlerinage des Trois Héros à Shuangxi, dans le comté de Taipei, à Taïwan. Construit en 1868 au cours du règne de l'empereur Tongzhi de la dynastie Qing, le Temple des Trois Loyalistes (chinois simplifié : 三宗庙 ; chinois traditionnel : 三忠廟) est un centre religieux dans la ville.